# فیل باروز (بازیکن فوتبال)
فیل باروز (انگلیسی: Phil Burrows؛ زادهٔ ۸ آوریل ۱۹۴۶) بازیکن فوتبال اهل بریتانیا است.
از باشگاه‌هایی که در آن بازی کرده‌است می‌توان به باشگاه فوتبال یورک سیتی، باشگاه فوتبال گیلینگام، باشگاه فوتبال ویتون آلبیون، باشگاه فوتبال منچستر سیتی، باشگاه فوتبال پلیموث آرگیل، و باشگاه فوتبال هرفورد یونایتد اشاره کرد.